# فترة الأسر الخمس والممالك العشر
فترة الأُسَر الخَمس والممالك العَشر (907–979) كانت فترة انقسام واضطراب سياسي في إمبراطورية الصين في القرن العاشر. شهدت قيام 5 ولايات قصيرة في السهل الأوسط، وأكثر من 12 ولاية مُزامِنة في أماكن أخرى، خصوصًا في جنوب الصين. كانت آخر فترة انقسام سياسي مطوَّلة في تاريخ الإمبراطورية الصينية.
بدأ هذا العصر بسقوط أسرة تانغ في 907 بعد الميلاد، وبلغت أوجها بصعود أسرة سونغ في 960. وفي بقية السنين (19 سنة) أخضعت سونغ بقية الولايات تدريجيًا.
كان عديد من الولايات ممالكَ مستقلة بالفعل قبل 907 بكثير -إذ وهنت أسرة تانغ وعجزت عن السيطرة على أتباعها-، لكن لم تَعُدها هكذا إلا قوى أجنبية حديثة. بعد سقوط تانغ، نصب ملوك السهل الأوسط أنفسهم أباطرة. كان في فترة الأعوام السبعين تلك حربٌ شبه متواصلة بين جميع الممالك الناشئة وحلفائها. كانت كل مملكة تستهدف السيطرة على السهل الأوسط، لأنها ستضمن بذلك مشروعية سيطرتها على جميع أراضيها، وعلى بقية الصين بصفتها خليفة لأسرة تانغ.
كانت هان الشمالية آخر ولايات «الأسر الخمس والممالك العشر»، وصمدت حتى 979 حين غزتها أسرة سونغ، مستولية على جميع أراضي أسرة تانغ السابقة.

## خلفية
قُبَيل نهاية أسرة تانغ، حَبَت الحكومة الإمبراطورية أفراد الجيدوشي (الحكام العسكريين الإقليميين) بصلاحيات أكبر. أضعف تمرد أن لوشن وهوانغ تشاو الحكومة الإمبراطورية، وبأوائل القرن العاشر كان أفراد الجيدوشي يحكمون بمعزل واستقلال عن السلطات. وفي أواخر عهد الأسرة صار تعيينهم أيضًا بمعزل عن السلطات، إذ اتخذوا أنظمة وراثية، ينتقل فيها التعيين من الأب إلى ابنه، أو من الولي إلى مَحاسيبه. وكان لهم جنْد خاص ينافسون «جند القصر»، وكنزوا ثروات ضخمة تشهد عليها قبورهم الفخمة. من ثَم نشأت فترة الأسر الخمس والممالك العشر.

## الأُسر الخمس

### ليانغ المتأخرة
في عهد تانغ، كان لأمير الحرب تشو وِن أكبر سلطة في شمال الصين. كان في البدء عضوًا بجيش هوانغ تشاو المتمرد، لكنه لعب دورًا حاسمًا في قمع ذلك التمرد، ومن أجل ذلك مُنح لقب «شوانوو جيدوشي». وفي بضع سنين كان قد عزز قوته بتدمير المجاورين، واضطَر الحكام إلى نقل العاصمة الإمبراطورية إلى لويانغ (التي كانت في نطاق نفوذه). في 904 أَعدم إمبراطور أسرة تانغ تشاوزونغ، وجَعل ابنه (البالغ حينئذ 13 سنة) حاكما تابعًا، وبعد 3 سنين حث الإمبراطور الصغير على التنازل عن العرش لصالحه، فنصب نفسه إمبراطورًا، وبدأ عهد أسرة ليانغ المتأخرة.

### تانغ المتأخرة
في أواخر عهد أسرة تانغ، أعلن أمراء حرب منافِسون استقلالهم في المقاطعات التي حكموها (التي لم تكن كلها معترفة بسلطة الإمبراطور). حارب كل من لي سونتشو وليو شوقوانغ قوات النظام بضراوة، للتغلب على شمال الصين. نجح لي سونتشو، وفي 915 انتصر على ليو شوقوانغ (الذي أعلن في 911 قيام إمبراطورية يان)، ونصب نفسه إمبراطورًا في 923، وبعد بضعة أشهر أسقط أسرة ليانغ المتأخرة. بذلك أقام أسرة تانغ المتأخرة الشاتوية (الأسرة الشاتوية الأولى في سلسلة أُسرية طويلة). بعدما أعاد سونتشو توحيد معظم الصين الجنوبية، غزا في 925 مملكة «شو المتقدمة» التي كانت قائمة في سيتشوان.

### جين المتأخرة
شهدت أسرة تانغ المتأخرة بضع سنين هادئة نسبيًا، عقَبتها اضطرابات. في 934 أعلنت سيتشوان استقلالها مجددًا. في 936 عاونت أسرة لياو الخيتانية شي جنتانغ (جيدوشيًّا شاتُوِيًّا من تاي يوان) على التمرد على تانغ المتأخرة. مقابل عونهم وعدهم شي بِعطية سنوية، إلى جانب الولايات الست عشرة (حاليًّا: شمال خبي وبكين). ونجح التمرد، وصار شي إمبراطورًا في العام نفسه.
لم يمر على قيام الأسرة برهة، حتى صار الخيتانيون يعُدون الإمبراطور مجرد وكيل، وفي 943 أعلنوا الحرب، وبعد 3 أعوام استولوا على العاصمة كايفنغ، فكانت نهاية عصر جين المتأخرة. لكنهم وإن استولوا على مساحات صينية شاسعة، لم يستطيعوا -أو لم يشاؤوا- فرض سيطرتهم عليها، فانسحبوا منها في أوائل العام اللاحق.

### هان المتأخرة
لِملء ذلك الفراغ، دخل الجيدوشيّ ليو تشيوان العاصمة الإمبراطورية في 947، وأعلن قيام هان المتأخرة، مؤسِّسًا ثالث العهود الشاتُويّة على التوالي. كان عصر هذه الأسرة أقصر عصور تلك الفترة. فبعد انقلاب وقع في 951، تُوِّج القائد قُو وِي (من صينيِّي الْهان)، وبدأ عهد تشو المتأخرة. لكن ليو تشونغ (عضوًا في أسرة هان المتأخرة) أسس في تاي يوان نظامًا منافسا، وطلب عون الخيتانيين على هزيمة تشو المتأخرة.

### تشو المتأخرة
بعد موت قُو وِي في 951، خلَفه على العرش ابنه المتبنَّى تشاي رونغ، واستهدف بسياسته التوسع وإعادة التوحيد. في 954 غلب جيشه جند الخيتان وهان الشمالية معًا، قاضيًا على طموحهم إلى إسقاط أسرة تشو المتأخرة. بين 956 و958 فتحت قوات الأسرة معظم مملكة تانغ الجنوبية (أقوى نظام في جنوب الصين) التي انهزمت وتنازلت عن كل الأراضي الواقعة شمال نهر اليانغتسي. في 959 هاجم تشاي رونغ أسرة لياو، محاولًا استعادة الأراضي التي تُنُوزِل عنها في عهد جين المتأخرة. وبعد عدة انتصارات، غلبه المرض.
في 960 انقلب القائد تشاو كوانغين واستولى على العرش، بادئًا عهد سونغ الشمالية. كان هذا النهاية الرسمية لفترة الأسر الخمس والممالك العشر. وفي العقدين اللاحقين هزم كوانغين وخليفته تشاو كوانغي الأنظمة الأخرى المتبقية في الصين، ففتحت قواتهم هان الشمالية في 979، وأعادوا توحيد الصين كلها في 982.

## الممالك العشر
كانت أُسر الصين الشمالية متتابعة، يخلف بعضها بعضًا بسرعة. وأما أنظمة الصين الجنوبية فكانت متزامنة، كلٌّ يحكم منطقة جغرافية محددة، وكانت المناطق تُدعى «الممالك العشر».

### وُو
تأسست مملكة وُو (902–937) في المنطقة التي تضم حاليًّا: جيانغسو، وآنهوي، وجيانغشي. أسسها يانغ شينغمي، الذي صار في 892 حاكمًا عسكريًا لأسرة تانغ. في البداية كانت عاصمتها في قوانغلينغ (يانغتشو حاليًا)، وانتقلت لاحقًا إلى جينلينغ (نانجينغ). سقطت المملكة في 937، حين استولى عليها من الداخل مؤسس تانغ الجنوبية.

### وُويو
كانت أطول الممالك العشر عمرًا (907–978)، ومن أقوى الولايات الجنوبية. وكانت مشهورة بعِلمها وثقافتها. أسسها تشيان ليو، وجعل العاصمة في تشيفو (هانغتشو حاليًا). كان معظمها قائمًا في المقاطعة المدعوة تشجيانغ حاليًّا، لكن كانت لها أجزاء أيضًا في جيانغسو الجنوبية. في 902 صار تشيان ليو «أمير يُو» بقرار من إمبراطور تانغ، ثم صار «أمير وُو» في 904. بعد سقوط أسرة تانغ في 907، نصب نفسه ملكًا لِوُويو. صمدت وويو حتى السنة الثامنة عشرة من عهد أسرة سونغ، حين أذعن تشيان تشو للأسرة المتوسِّع نفوذها.

### مين
أسس مملكةَ مين (909–945) وانغ شينجي الذي نصب نفسه «أمير مين»، وجعل عاصمتها في شانغل (فوتجو حاليًا). أعلن أحد أبنائه قيام ولاية يين المستقلة في شمال شرق مملكة مين، فطلبت مين العون من مملكة تانغ الجنوبية، لكن تانغ بدل أن تعينها استولت هي على المنطقة. فأعلنت مين ولاءها لمملكة وويو المجاورة، وعلى رغم هذا أكملت تانغ الجنوبية فتحها في 945.

### هان الجنوبية
تأسست هان الجنوبية (917- 971) في غوانزو على يد ليو يان. عُين شقيق ليو يان المدعو ليو يين كمحافظ إقليمي من قبل بلاط أسرة تانغ. شملت المملكة كلًا من غوانغدونغ وغوانغشي وهاينان.

### ما تشو
تأسست ما تشو (927- 951) على يد ما يين في عاصمة تشانغشا. شملت المملكة هونان وشمال شرق غوانغشي. عُين ما حاكمًا عسكريًا إقليميًا من قبل بلاط تانغ في عام 896، نصب نفسه أمير تشو مع سقوط تانغ في عام 907. وافقت تانغ الجنوبية على هذا الوضع في عام 927. استوعبت تانغ الجنوبية هذه الحالة في عام 951 وانتقلت العائلة المالكة إلى عاصمتها نانجينغ، على الرغم من أن حكمها في المنطقة كان مؤقتًا، إذ استولى ضباط عسكريون سابقون تحت قيادة ليو يان على الإقليم. في سنوات تضاؤل الأسر الخمسة والممالك العشرة، حُكمت المنطقة من قبل تشو تسينغ فو.

### هان الشمالية
على الرغم من اعتبارها واحدها من الممالك العشرة، إلاأان مقر هان الشمالية كان في معقل شاتو التقليدي في شانشي. أسسها ليو مين الذي كان معروفًا في السابق باسم ليو تشونغ سقوط هان اللاحقة بيد هان الصينية التي قادتها تشو اللاحقة عام 951. مع حماية أسرة لياو القوية، حافظت هان الشمالية على الاستقلال الاسمي حتى انتزعته أسرة سونغ من الخيتان في عام 979.

### جينغنان (المعروفة أيضًا باسم نانبينغ)
تأسست أصغر الدول الجنوبية، جينغنان (924- 963) من قبل غاو جيتشينغ الجنرال السابق لليانغ. كان مقرها في جيانغلينغ وشملت منطقتين في جنوب غرب ما يُعرف اليوم بووهان وخوبي. كان غاو في خدمة ليانغ اللاحقة (خليفة تانغ في شمال الصين). ادعى خلفاء غاو لقب ملك نانبينغ بعد سقوط ليانغ اللاحقة في عام 924. كانت عبارة عن مملكة صغيرة وضعيفة وبالتالي حاولت الحفاظ على علاقات جيدة مع كل من الأسر الخمسة. سقطت المملكة أمام جيوش سونغ المتقدمة في عام 963.

### شو السابقة
تأسست شو السابقة (907- 925) بعد سقوط أسرة تانغ على يد وانغ جيان، الذي أسس بلاطه في تشنغدو. ضمت المملكة معظم ما يُعرف اليوم بسيتشوان وغرب خوبي وأجزاء من جنوب غانسو وشنشي. عُين وانغ كحاكم عسكري من قبل بلاط تانغ في عام 891. سقطت المملكة عندما استسلم ابنه في مواجهة تقدم من قبل تانغ في عام 925.

### شو اللاحقة
تُعد شو اللاحقة (925- 965) في الأساس انبعاثًا لشو السابقة التي سقطت قبل عقد من تانغ اللاحقة. وجد منغ تشنشيانغ الفرصة لإعادة تأكيد استقلال شو، مستغلًا تراجع تانغ اللاحقة ومقتل لي كونتشو في تمرد. كما شو السابقة، كانت العاصمة في تشنغدو وسيطرت أساسًا على نفس المنطقة التي سيطر عليها أسلافها. حُكمت المملكة بشكل جيد حتى اضطرارها للاستسلام لجيوش سنغ في عام 965.

### تانغ الجنوبية
كانت تانغ الجنوبية هي خليفة وو للإمبراطور لي بيان وقد سيطرت على المملكة من الداخل عام 937. وصل توسع المناطق الأصلية لوو حتى شمل يين ومين وتشو وما يُعرف اليوم بجنوب آنهوي وجنوب جيانغشو وجزء كبير من جيانغتشي وهونان وشرق خوبي في أوج ازدهارها. أصبحت المملكة تابعة اسميًا إلى سونغ الآخذة بالتوسع في عام 961 وقد تعرضت للغزو بشكل صريح عام 975، واستُوعبت بشكل رسمي ضمن سونغ الصين.